# 在亞爾的臥室
《在亞爾的臥室》（法語：La Chambre à coucher）是19世紀荷蘭後印象派畫家文森特·梵高所創作的三幅相似畫作的標題。這三幅畫創作時間在1888年11月至1889年夏天之間，目前分別由荷蘭阿姆斯特丹的梵谷博物館、美國芝加哥芝加哥藝術博物館，以及法國巴黎的奧賽博物館展出。
在三幅畫作當中，描繪了梵高居住的臥室，地點在法國阿爾勒的拉馬丁廣場（Place Lamartine）2號右翼，這裡被稱為黃房子（Yellow House）。畫中，右邊的門可通往樓梯間，左邊可通往客房，梵高的好友保羅·高更曾在1888年10月下旬起在這裡住了九個星期。床旁邊的窗戶外為拉馬丁廣場。

## 作品簡介

### 第一個版本
梵高於1888年10月中旬時，開始了《在亞爾的臥室》第一個版本的創作。梵高向他的弟弟特奧解釋了他作畫的構想，色彩與繪畫的手法，在信中並附上了繪畫的草圖。
梵高寫信給特奧之後，他又寫了一封信給他的好友高更，在信中，描述了構圖的想法，同上也附上了繪畫的草圖。梵高在信中解釋說，此版本在牆上掛著梵高他的朋友尤金·博赫（Eugène Boch）和保羅·尤金·米勒（Paul-Eugène Milliet）的肖像。尤金·博赫的肖像被稱為《詩人》（The Poet），保羅·尤金·米勒的肖像則被稱為《情人》（The Lover）。

### 第二個版本
1888年12月13日，梵高割掉了自己的左耳；1889年3月，梵高被強行送進阿爾勒的醫院，以治療他的精神疾病。在醫院中，1889年4月，梵高創作了《在亞爾的臥室》的第二個版本，並原始畫作寄給了他的弟弟特奧，但此畫作因隆河發生洪水氾濫事件而損壞。特奧建議他依據原始畫作，再重畫一張並寄回給他。梵高於1889年9月再重畫一次。隨後，包含損壞的原始畫作與重畫的畫作兩者均寄給特奧。

### 第三個版本
1889年夏天，梵高為他的母親和他的妹妹威爾（Wil）畫一張較小尺寸的畫作，為《在亞爾的臥室》第三個版本。畫作於1889年9月下旬完成。在這個版本當中，右方牆上掛的兩張肖像中，左邊的一幅讓人想起梵高的《自畫像》。右邊的一幅則無法與梵高的任何作品有關聯。

## 收藏與展出
《在亞爾的臥室》第一個版本一直都是梵高家族的財產，由梵高的侄子文森特·威廉·梵高（Vincent Willem van Gogh）創立的梵高基金會（Vincent van Gogh Foundation）所收藏，並由位於荷蘭阿姆斯特丹的梵高博物館永久租借。第二個版本在1926年由海倫·伯奇·巴特利特紀念館所收藏，並捐贈給芝加哥藝術學院。第三個版本曾經由梵高的姐姐威爾所擁有，後來被日本的松方正義收購。二戰之後，經由法國與日本的協議，於1959年成為法國的國家收藏品，並在法國巴黎奧賽博物館永久展出。2016年，三個《在亞爾的臥室》版本藉由芝加哥藝術學院舉辦的「梵高的臥室」的展覽中聚集在一起展出，展覽中同時展出其數位化重建版本。

## 外部連結
- The Bedroom （页面存档备份，存于） on Google Art Project
- The Bedroom, Van Gogh Museum
- High resolution multimodal visualization of The Bedroom in Arles （页面存档备份，存于）, the 3rd version at the Musée d'Orsay
- The Bedroom, The Vincent van Gogh Gallery （页面存档备份，存于）
- Restoration completed on Van Gogh's Bedroom in Arles, Yahoo news, 2 September, 2010 （页面存档备份，存于）
- Antonino Saggio, The Bedroom by Vincent van Gogh: Symbols, Autobiographical Images and Perspective Distortions, "Disegnare" #.43 2011
- Bedroom in Arles (Van Gogh) （页面存档备份，存于） – Video – Check123 Video Encyclopedia